# 108702 Michelefoparri
108702 Michelefoparri este o planetă minoră (asteroid), cu un diametru de 7,92 km, din centura de asteroizi. A fost descoperită pe 21 iulie 2001 la osservatorio astronomico della Montagna Pistoiese⁠(d) de Maura Tombelli⁠(d). 
Obiectul prezintă o orbită caracterizată de o semiaxă mare de 3,0544193642492 UAi, o excentricitate de 0,073859158330703, o înclinație de 7,7044377829874 ° în raport cu ecliptica.